# Cyteen
Cyteen (1988) este un roman science-fiction al scriitoarei americane CJ Cherryh, din ciclul Universul Alianță-Uniune. Uciderea unui politician și om de știință major al Uniunii are repercusiuni profunde și de lungă durată. A câștigat premiul Hugo pentru cel mai bună roman și premiul Locus în 1989.
O continuare denumită Regenesis a fost publicată de DAW Books în ianuarie 2009.

## Context
Fondat în 2201 de un grup de oameni de știință și ingineri disidenți, sistemul stelar Cyteen include planetele Cyteen și Stațiile interioare și exterioare. Cyteen și-a declarat independența față de Pământ în 2300 CE și a devenit capitala Uniunii. Aceasta este situată în Lalande 46650 (BD+01 4774). 
Atmosfera planetei este moderat toxică pentru om, necesitând enclave sau state-oraș semi-încapsulate, ceea ce influențează perspectivele politice ale Uniunii. Cyteen este văzută ca antiteza Pământului; inima Uniunii este unitatea de cercetare Reseune, centrul tuturor cercetărilor și dezvoltării clonării umane. Clonarea „Azii“ oferă populație suplimentară Uniunii pentru a putea să existe și să se extindă, o politică pe care Pământul și Alianța, principalul rival al Uniunii, o deplâng dar refuză să o sancționeze. 
Clonele numite Azi sunt incubate in vitro, dar bebelușii cetățeni (sau „CIT”) pot fi clonați la fel, de exemplu, pentru a înlocui un copil mort. Diferența fundamentală dintre Azi și oamenii obișnuiți este aceea că sunt educați și precondiționați de la naștere printr-o „bandă” de computer. Această tehnologie nu se limitează la Azi; este folosit și de oamenii normali, deși într-o măsură mai mică și după ce au șansa de a se dezvolta normal (adică de obicei după vârsta de șase ani). Aceasta are ca rezultat diferențe psihologice profunde; de exemplu, CIT-urile sunt mult mai capabile să gestioneze situații noi și incerte, în timp ce Azii sunt capabili să se concentreze mai bine. 
Programul educațional general al unui Azi este denumit „psihsetul” său. Proiectarea benzilor este o disciplină extrem de complexă, deoarece un psihset prost proiectat poate determina ca un Azi să devină instabil din punct de vedere emoțional.